# Boechera nevadensis
Boechera nevadensis är en korsblommig växtart som först beskrevs av Tidestrom, och fick sitt nu gällande namn av Windham och Al-shehbaz. Boechera nevadensis ingår i släktet indiantravar, och familjen korsblommiga växter. Inga underarter finns listade i Catalogue of Life.